# Норвич (Њујорк)
Норвич (енгл. Norwich) град је у америчкој савезној држави Њујорк. По попису становништва из 2010. у њему је живело 7.190 становника.

## Демографија
Према попису становништва из 2010. у граду је живело 7.190 становника, што је 165 (2,2%) становника мање него 2000. године.
| Група             | 2000.         | 2010.         |
| Белци             | 7.071 (96,1%) | 6.658 (92,6%) |
| Афроамериканци    | 102 (1,4%)    | 128 (1,8%)    |
| Азијати           | 51 (0,7%)     | 43 (0,6%)     |
| Хиспаноамериканци | 50 (0,7%)     | 210 (2,9%)    |
| Укупно            | 7.355         | 7.190         |